# Maxime Baca
Maxime Baca (Corbeil-Essonnes, 2 giugno 1983) è un ex calciatore francese, di ruolo difensore.

## Palmarès

### Club

#### Competizioni nazionali
- Ligue 2: 1

Le Havre: 2007-2008